# Straßenbahn Konya
Die Straßenbahn Konya ist das am 28. September 1992 eröffnete Straßenbahnsystem der türkischen Stadt Konya. Zuvor hatte es in der ersten Hälfte des 20. Jahrhunderts eine Pferdebahn gegeben.

## Geschichte der Pferdebahn
Die Pferdebahn diente der Anbindung des außerhalb des damaligen Stadtgebiets gelegenen Bahnhofs der Bagdadbahn an die Stadtmitte. Sie wurde mit mindestens sieben Fahrzeugen von 1908 bis ungefähr 1931 betrieben.

## Geschichte der elektrischen Straßenbahn
1986 kam die Stadtverwaltung zu der Ansicht, dass Projekte für neue Siedlungsgebiete und eine Universität außerhalb der Stadt mit Verkehrsströmen von bis zu 25000 Personen pro Stunde und Richtung ein schienengebundenes ÖPNV-System erfordern. So wurde der Auftrag zum Bau einer Straßenbahn international ausgeschrieben und am 24. Mai 1986 an Siemens vergeben. Nach einer Kommunalwahl im Frühjahr 1989 stoppte der neue Bürgermeister das Projekt zunächst, ließ es nach einem neuen Gutachten im Sommer 1991 jedoch fortsetzen.
Am 28. September 1992 wurde der erste, 10,5 km lange Streckenabschnitt in Betrieb genommen. Der südliche Endpunkt ist westlich der Altstadt als Häuserblockschleife um den Alaaddin Tepesi Parkı mit den Haltestellen Zafer und Alaaddin angelegt. Im Norden endete die Strecke an der heutigen Haltestelle Otogar (damals Cumhuriyet). Die Eröffnung einer nördlichen Verlängerung um 7,8 km zur Selçuk Üniversitesi (Haltestelle Kampüs) erfolgte am 19. April 1996. Am 15. August 2007 wurde die Strecke im Bereich der Universität um weitere 1,8 km verlängert und mit einer Häuserblockschleife abgeschlossen. Auf diesem Abschnitt ist die Nutzung kostenlos und die Haltestellen haben keine Zugangssperren. Für Fahrten in Richtung Süden gibt es an der Haltestelle Kampüs getrennte Aus- und Einstiegshaltestellen, zwischen denen die Wendeschleife durchfahren werden muss.
Am 29. September 2015 kam eine 5,3 km lange Strecke zwischen der Schleife um den Alaaddin Tepesi Parkı und dem östlichen Endpunkt Adliye (ohne Wendeschleife) hinzu. Zwischen dem Abzweig und Mevlana, am nördlichen Rand der Altstadt entlang, erhielt sie keine Oberleitung. Damit erreichte das Streckennetz eine Länge von 25,4 km. Es verkehren die Linien T1 Alaaddin – Selçuk Üniversitesi und T2 Alaaddin – Adliye. Beide Linien werden ungefähr von 6 Uhr bis Mitternacht bedient, die Linie T1 in Haupt- und Nebenverkehrszeit alle fünf bis sieben Minuten, Linie T2 alle sieben bis zehn Minuten. In unregelmäßigen Abständen werden auf der Linie T1 zusätzlich Fahrten mit speziellen Fahrradwagen (Bisiklet Tramvayi) angeboten. Der durchgehende Nachtverkehr der Linie T1 wurde ab 19. April 2024 durch Busse ersetzt.

## Fahrzeuge der elektrischen Straßenbahn

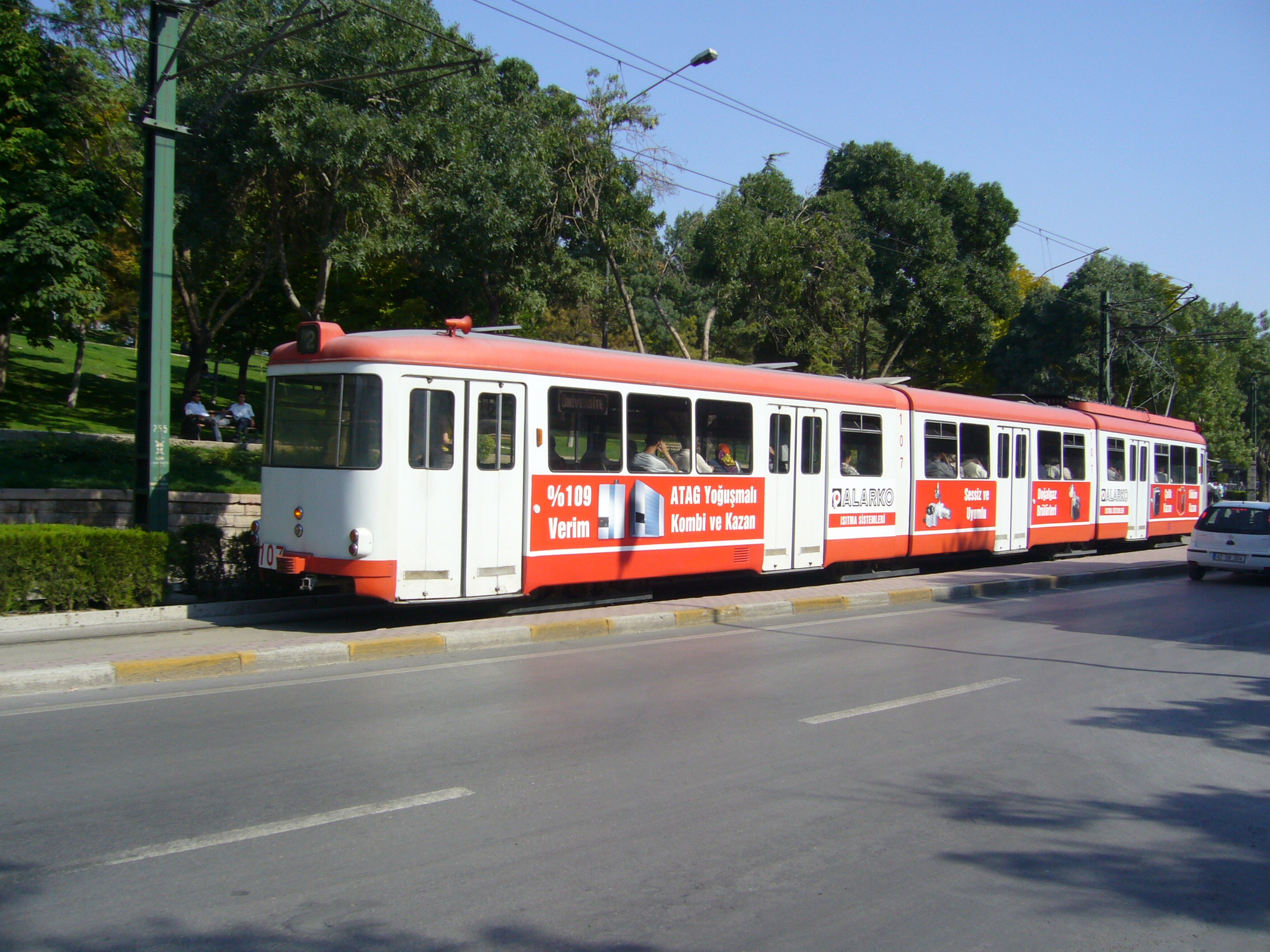
Fahrzeug des Typs GT8

### GT8
Nachdem zunächst vorgesehen war, vierachsige Großraumwagen gebraucht von der Straßenbahn Nürnberg zu beschaffen, fiel die Wahl am Ende auf achtachsige Duewag-Gelenkwagen (GT8) der Straßenbahn Köln. Von 1989 bis 2004 kamen insgesamt 61 solche Einrichtungswagen nach Konya. Ab 2013 erfolgte der Ersatz durch Neufahrzeuge. 16 GT8 gelangten 2015 und 2016 zur Straßenbahn Sarajevo und zwei Wagen wurden 2020 als Fahrradwagen hergerichtet. Nach Ausmusterung einiger Fahrzeuge verbleiben (Stand April 2024) 37 Wagen abgestellt im Betriebshof, von denen 26 Stück modernisiert werden, um den Fahrzeugbedarf des weiteren Netzausbaus zu decken.

### 28T ForCity Classic
In den Jahren 2013 und 2014 lieferte Škoda 60 niederflurige, fünfteilige Zweirichtungswagen des Typs 28T ForCity Classic, die auf der Linie T1 meist in Doppeltraktion eingesetzt werden. Zur Bedienung der Linie T2 mit ihrem oberleitungsfreien Abschnitt folgten 2015 zwölf mit Akkumulatoren ausgerüstete Fahrzeuge mit einer Reichweite von bis zu 15 km.
Der Typ 28T basiert auf dem Typ 26T der Straßenbahn Miskolc, ist jedoch nur 2,55 m statt 2,65 m breit und hat eine abweichende Formgebung der Fahrzeugfront.